# Russell Mulcahy
Russell Mulcahy (ur. 23 czerwca 1953 w Melbourne) – australijski reżyser, znany jako twórca wielu teledysków Duran Duran (m.in. Planet Earth, Save A Prayer, Rio, The Wild Boys, The Reflex), Eltona Johna, Queen (A Kind of Magic, Princes of the Universe).
Twórca kilkunastu filmów fabularnych (Nieśmiertelny (1986), Nieśmiertelny II: Nowe życie (1991), Rykoszet (1991), Honor zabójcy (1996), Odkupienie (1999), Ostatni brzeg (2000), Płynąc pod prąd (2003), Resident Evil: Zagłada (2007), Król Skorpion 2: Narodziny wojownika (2008).